# Darvis Patton
Darvis Darell Patton (Dallas, 1977. december 4. –) olimpiai ezüstérmes, világbajnok amerikai atléta.
Shawn Crawford, Justin Gatlin, Coby Miller és Maurice Greene társaként tagja volt az athéni olimpián négyszer százon, a brit váltó mögött ezüstérmes amerikai váltónak.
A 2003-as párizsi, valamint a 2007-es oszakai világbajnokságon aranyérmes lett hazája váltójával, ezen túl Párizsban második lett kétszáz méteren.

## Egyéni legjobbjai
Szabadtér
- 100 méter – 9,89
- 200 méter – 20,03
- Távolugrás – 8,12 m

Fedett pálya
- 60 méter – 6,58
- 200 méter – 20,73
- Távolugrás – 7,85 m